# Tesla Boy
Tesla Boy — российская электропоп-группа, исполняющая песни преимущественно на английском языке. Создана в августе 2008 года саунд-продюсером и музыкантом Антоном Севидовым.

## История группы

### 2008—2009: Начало карьеры иTesla Boy EP
Деятельность группы началась с записи и распространения в Интернете демозаписи из пяти треков, которые позднее были изданы под названием The Tesla Boy EP.
В это время Tesla Boy начали свою концертную деятельность в России с выступления на открытиях выставок фотографов Джабаха Кахадо и Даши Ястребовой. Осенью же к коллективу присоединился Борис Лифшиц, с которым Антон играл вместе в «Неонавте». Сначала группа дала несколько небольших концертов, а в 2009 году в клубе Mio прошел первый открытый концерт, после которого о «Tesla Boy» узнало много людей и написал популярный западный блог о музыке Valerie. После этого группе поступило предложение от британского лейбла Mullet Records выпустить мини-альбом из пяти треков. Tesla Boy EP появился в сети зимой, официальный релиз состоялся в сентябре, а осенью вышла пластинка ремиксов. Коллектив выступал на фестивалях Пикник «Афиши» и STEREOLETO, а также в клубе «Солянка». В том же году «Tesla Boy» была признана лучшей группой по мнению Lookatme.ru.

### 2010—2012:Modern Thrills
В 2010 году к группе присоединился гитарист Константин Похвалин и барабанщик Михаил Студницын. В данном составе Tesla Boy выпустили альбом Modern Thrills, презентация которого прошла в клубе Strelka. Коллектив выступил на фестивалях Пикник «Афиши» и EXIT в Сербии вместе c Midnight Juggernauts. Тогда же группа поехала на первые гастроли в Барселону. В конце 2010 года Tesla Boy выступили на фестивале Insomnia в Тромсе, Норвегия.
В 2011 году Tesla Boy отправились в тур по Скандинавии (Швеция, Финляндия) и выпустили трек «In Your Eyes» на французском лейбле Kitsuné. Также коллектив выступал вместе с группой Hurts во время их тура по России.
В 2012 году группа поехала на гастроли в Нью-Йорк, где выступила в Webster Hall и на фестивале Full Moon. В мае журнал VICE презентовал сингл группы «Fantasy», а в сентябре был представлен клип на него.
В ноябре 2012 году группа впервые выступила в эфире Вечернего Урганта, где исполняет песню «Electric Lady».
В декабре 2012 группа представила макси-сингл «Split», в который вошли две новых композиции — Another light, Split, и ремиксы от 7he Myriads, Pioneerball и SoundSAM. Над новыми треками также потрудился английский саунд-продюсер Мартин Дубка. Одновременно с выходом сингла группа презентовала клип на песню Split, который был снят в Нью-Йорке в сентябре 2012 года режиссёром Андреем Краузовым.
В марте 2013 года вышел сингл «1991».

### 2013—2015:The Universe Made Of Darkness, Tesla Boy Radioshow и NIGHT TOUR
21 мая 2013 состоялся релиз альбома The Universe Made Of Darkness. Три презентационных концерта в Москве, Санкт-Петербурге и Киеве собрали воедино в общей сложности более 15 тысяч фанатов группы. Группа отправилась на гастроли: дважды за год в Мексику, а также в большой тур по США в сентябре. Летом 2013 вышел клип на песню «Undetected», презентованный на сайте Джей-Зи. Также в 2013 коллектив участвовал в совместном туре по России с группой «Cut Copy» из Австралии.
В 2014 году на волнах радиостанции Megapolis FM стартовало еженедельное Tesla Boy Radioshow, в котором Антон Севидов и Леонид Затагин делились со слушателями любимой музыкой и собственными релизами. Кроме того группа выпустила два сингла, два видеоклипа и пластинку с ремиксами на последний альбом The Universe Made Of Darkness, в поддержку которой Tesla Boy совершили NIGHT TOUR по 11 городам, в каждом из которых собрали полные залы.
Помимо регулярных выступлений по России Tesla Boy выступали на зарубежных фестивалях, таких как Escapemusicfest, Mysteryland в США, AIM Festival в Канаде и других.
В 2015 году у Tesla Boy вышел сингл «Nothing». В конце года коллектив отправились в мини-тур по четырём городам США (Лос-Анджелес, Сан-Франциско, Портленд, Сиэтл).
В 2015 году Tesla Boy впервые отыграли акустический концерт в Санкт-Петербурге.

### 2016—2018:Remedy
В 2016 году коллектив дал большой концерт в Гоголь-центре 20 марта, где представил новую программу.
Примерно в то же время группа презентовала клип «Nothing», вошедший в программу фестиваля SXSW в Остине и Berlin Music Video Awards.
Летом 2016 группа выпустила свой новый EP — «Moses» с пятью песнями, а также клип «Circles» (режиссёр Райан Патрик).
Новый сингл группы «Avoid» был представлен в эфире Вечернего Урганта 14 декабря 2016 года. Релиз сингла на цифровых площадках состоялся в 2017 году.
7 сентября 2018 года состоится премьера сингла «Compromise» с нового альбома группы Remedy. Премьера альбома Remedy состоится 19 октября 2018 года. Выпускает альбом группа в обновленном составе, с августа 2018 он выглядит так: Игорь Грибов — гитара, Игорь Тен — саксофон, Михаил Студницын — барабаны. Работа над ней велась полтора года в разных городах: Москве, Петербурге, Праге, Лондоне и даже на острове Бали. Первый клип на песню «Compromise» с нового альбома снял режиссер Александр Горчилин.

### 2019—2020: «Андропов»
В апреле 2019 года группы выпускает первый русскоязычный сингл — «Холод уйдет».
Начиная с 2014 года у меня было такое ощущение, что все вокруг говорили: «Антон, пора петь на русском! Английский никому не нужен!» Меня это совершенно не устраивало. Казалось, будто меня вынуждают делать что‑то. Тогда я решил, что продолжу делать то, что я делаю, и не буду реагировать. Выпустил еще альбом на английском, другой, и с последним, «Remedy», все начали отвязываться от меня — из серии: «Все понятно с этим Севидовым, он будет вечно петь только на английском» и так далее. И вот когда все уже расслабились, то я подумал, что самое время выпустить русскоязычный альбом. Как говорится, без объявления войны, — Антон Севидов.
В апреле 2019 года группу покидает барабанщик Михаил Студницын. Новый барабанщик Tesla Boy — участник БИ-2 Борис Лифщиц, с ним Антон Севидов работал в раннем проекте «Неонавт».
10 апреля 2020 состоялась премьера нового альбома «Андропов». В альбом вошли девять песен, включая сингл «Проспект», клип на который появился в конце марта. Сингл «Проспект» — саундтрек к сериалу Константина Богомолова Содержанки. Источником вдохновения для записи альбома послужили советская архитектура и длинные проспекты, уходящие в спальные районы, а еще сериал «Новый папа», фильм «Экстаз» и сериал «Чернобыль».
5 июня 2020 группа представила первый live-альбом Remedy Live. В альбом вошло 5 аудио-треков и 6 видео с московской презентации альбома Remedy в клубе ГлавClub в 2018 году.

## Дискография
Студийные альбомы
- Modern Thrills (2010)
- The Universe Made of Darkness (2013) (В 2014 году был выпущен сборник ремиксов, названный «ночной» версией альбома)
- Remedy (2018)
- «Андропов» (2020)

Синглы и EP
- The Tesla Boy EP (2009)
- The Tesla Boy EP Remixed (2009)
- Electric Lady (2009)
- Thinking of You (2010)
- Liberating Soul (2010)
- Rebecca (2011)
- In Your Eyes (2011)
- Split (2012)
- Fantasy (2012)
- 1991 (2013)
- Undetected (2013)
- Broken Doll (feat. Tyson) (2013)
- Strong (2014)
- Keyobards & Synths (2014)
- Nothing (2015)
- Moses (EP) (2016)
- Circles (2016)
- Avoid (2017)
- Compromise (2018)
- U (2018)
- Холод уйдет (2019)
- Абьюзер (2020)
- Прогулка (2020)
- Animal (2021)
- She Took My Money (2022)
- Hate (2023)
- Last Time I See You (2023)
- Carry On (2023)

Концертные альбомы
- Remedy Live (2020)
- Live at Chess & Jazz Festival (2022)

## Состав

### Текущий состав
- Антон Севидов — вокал, клавишные, основной автор музыки, автор текстов, саунд-продюсер (2008 — н.в.)
- Петр Дольский — бас-гитара, клавишные (2018 — н.в.)
- Илья Казанцев — перкуссия (2018 — н.в.)
- Кирилл Глезин — барабаны (2019 — н.в.)

### Бывшие участники
- Дмитрий Мидборн — бас-гитара, автор музыки (2008—2012)
- Константин Похвалин (Poko Cox) — гитара, бэк-вокал (2010—2012)
- Борис Лифшиц — ударные (2008—2010, 2019)
- Леонид Затагин — бас-гитара (2012—2018)
- Стас «Pioneerball» Астахов — гитара, клавишные (2013—2018)
- Михаил Студницын — ударные, бэк-вокал (2010—2019)
- Игорь Грибов  — гитара (2018—2019)
- Игорь Тен — саксофон (2018)
- Роман Ночевный — гитара (2019)

## Статьи и интервью

### Англоязычные статьи и интервью
- Meet Tesla Boy — An Exclusive Interview FEBRUARY 2016
- May 2013 — Tesla Boy, THE UNIVERSE MADE OF DARKNESS
- April 2013 — Tesla Boy, M.C.H.T.E
- Dec 2012 — Tesla Boy, SPLIT, farfrommoscow.com
- Dec 2012 — Tesla Boy SPLIT is OUT
- August 2012, Tesla Boy, Interview USA, Discovery: Tesla Boy
- August 2012, Fantasy by Tesla Boy, Rolling Stone
- August 2012, Tesla Boy, Full Moon Party
- Feb 2012 — Artist of the Week: Russia’s Electrifying Retro Outfit, Tesla Boy
- March 14, 2010 — Tesla Boy — «Spirit of the Night», Synconation’s Song of the Day
- May 2010 — The Line Of Best Fit, Modern Thrills Review
- August 2009 — The Music Fix, The Tesla Boy EP: 10 out of 10.
- June 2009 — Yuppie dance party, Someone sign Tesla Boy before Mother Russia takes them back.
- March 2009 — Obscure Sound, Tesla Boy Do Throwback.
- July 2010 — Lamono, Tesla Boy: Lo mejor de Rusia desde el Vodka (ES)
- April 2011 — Synconation, A Conversation with Tesla Boy’s Anton Sevidov
- August 2009 — The Music Fix, Tesla Boy Interview

### Русскоязычные статьи и интервью
- Антон Севидов: «У меня не было и мысли, что в России моя музыка найдет отклик»
- Музыкант Антон Севидов: «Может, для молодежи музыка Тихановича и звучит смешно, но я от этого ретро-саунда просто тащусь»
- Сотрудники канала «Дождь» танцуют под «Nothing», музыкальный флешмоб
- Лидер Tesla Boy Антон Севидов о работе в «Гоголь-центре» и новых композициях
- «Высоцкий — это не про цинизм. И Цой тоже» Музыкант Антон Севидов — о новом альбоме Tesla Boy, российских футболистах и о том, что не так с Дудем и Шнуровым
- Май, 2013 — Афиша, Презентация альбома.
- май, THE UNIVERSE MADE OF DARKNESS, Антон Севидов, журнал Interview 2013
- Май, 2009 — L’OFFICIEL, Музыка в стиле секс.
- Сентябрь, 2009 — Black Square, Музыкальные связи группы Tesla Boy.
- Май, 2010 — Афиша, Московский синтипоп на экспорт
- Музыкальная кухня Tesla Boy, 2011
- Антон Севидов и Даша Малыгина, Интервью, 2011
- «Антон Севидов. Идеальный. Реальный.», 2011
- Интервью для HipMe, Киев, 2012
- Интервью журналу Maxim, 2012
- Премьера Fantasy в журнале Interview, 2012
- Живите в Москве, Антон Севидов, 2012
- «О Горбачеве и творчестве», 2012
- Афиша, Одесса 2012